# Allonville
Allonville là một xã ở tỉnh Somme, vùng Hauts-de-France, Pháp.

## Population
| 1962                                                    | 1968 | 1975 | 1982 | 1990 | 1999 |
| ------------------------------------------------------- | ---- | ---- | ---- | ---- | ---- |
| 292                                                     | 318  | 334  | 453  | 560  | 572  |
| Kết quả điều tra từ năm 1962, dân số không tính hai lần |      |      |      |      |      |